# Old School (Koko Taylor)
Old School è l'ultimo album di Koko Taylor prima della sua scomparsa avvenuta nel 2009, pubblicato dalla Alligator Records (e su licenza di questa, anche dalla Krocus Records) nell'aprile del 2007. Il disco fu registrato al Rax Trax di Chicago, Illinois (Stati Uniti).

## Tracce
1. Piece of Man – 4:30 (Koko Taylor)
2. Gonna Buy Me a Mule – 5:18
3. Black Rat – 5:07 (Lizzie Lawler)
4. Money Is the Name of the Game – 6:46 (Johnny Thompson)
5. You Ain't Worth a Good Woman – 5:35 (Koko Taylor)
6. Better Watch Your Step – 4:53 (Koko Taylor)
7. Bad Avenue – 5:20 (Walter Lefty Dizz Williams)
8. Bad Rooster – 5:22 (E.G. Kight, Richard Fleming)
9. Don't Go No Further – 3:42 (Willie Dixon)
10. All Your Love – 6:34 (Sam Maghett (Magic Sam))
11. Hard Pill to Swallow – 5:50 (Koko Taylor)
12. Young Fashioned Ways – 4:42 (Willie Dixon)

## Musicisti
Brani #1, #3, #4, #6, #7 e #11
- Koko Taylor - voce
- Bob Margolin - chitarra, chitarra slide (solista nei brani: #3 e #7)
- Criss Johnson - chitarra (solista nei brani: #1, #4 e #11)
- Billy Branch - armonica
- Brother John Kattke - pianoforte
- Kenny Hampton - basso elettrico
- Jimmy Sutton - contrabbasso (brani: #3 e #7)
- Willie 'The Touch' Hayes - batteria

Brani #2, #5, #8, #9 e #10
- Koko Taylor - voce
- Criss Johnson - chitarra
- Brother John Kattke - pianoforte
- Kenny Hampton - basso elettrico
- Jimmy Sutton - contrabbasso (brani: #2 e #9)
- Mark Kazanoff - sassofono tenore (brani: #2 e #9)
- Willie The Touch Hayes - batteria

Brano #12
- Koko Taylor - voce

The Blues Machine:
- Vino Louden - chitarra
- Shun Kikuta - chitarra
- Stanley Banks - pianoforte
- Melvin Smith - basso
- Ricky Nelson - batteria[5]